# Потаповичи (Ляховичский район)
Потаповичи (бел. Патапавічы) — деревня в Ляховичском районе Брестской области Белоруссии, в составе Жеребковичского сельсовета. До 2013 года входила в состав Подлесского сельсовета. Население — 143 человека (2019).

## География
Потаповичи находятся в 1,5 км к северо-востоку от города Ляховичи. Местность принадлежит бассейну Немана, через деревню протекает канализированный ручей со стоком в реку Ведьма. Через деревню проходит автодорога Ляховичи — Клецк.

## Достопримечательности
- Камни с надписями 1683 года. На западной окраине деревни находятся 10 больших отёсаных камней, на большинстве высечены католические и православные кресты и дата 1683 год[3]. Есть версия, что эти камни служили надгробиями для погибших во время польско-турецкой войны